# Controne
Controne es un municipio situado en el territorio de la Provincia de  Salerno, en la Campania (Italia).

## Demografía
| Gráfica de evolución demográfica de Controne entre 1861 y 2001 |
|                                                                |
| Fuente ISTAT - elaboración gráfica de Wikipedia                |